# 보통학교
보통학교(普通學校)는 구한말과 일제강점기 조선에 1906년부터 1938년까지 존재하던 초등 교육 기관으로, 대략 오늘날의 초등학교에 상당하다. 일본 영향 하에 있던 대한제국에서 시작되어 한일합병 이후에도 제1차 조선교육령에 의해 계승되었는데, 일본인(내지인)들이 다니며 일본 학제를 따르던 심상소학교와 구분되었다. 본래 4년제였으나 1922년 제2차 조선교육령에 따라 심상소학교와 같은 6년제로 연장되었다.
1938년 제3차 조선교육령에 따라 폐지되고 일본과 같은 심상소학교로 바뀌었다. 이는 곧 1941년 국민학교령 제정에 따라 일본 내지의 학교들처럼 국민학교로 개편되었다.

## 같이 보기
- 고등보통학교
- 심상소학교